# الدوري السعودي للمحترفين 2009–10
الدوري السعودي للمحترفين هو البطولة الرئيسية لكرة القدم في المملكة العربية السعودية. أطلق عليه اسم دوري زين السعودي للمحترفين بعد حصول مجموعة زين على حقوق الرعاية الحصرية للدوري. دخل نادي الاتحاد كحامل للقب، واستطاع الهلال الظفر باللقب قبل ختام الدوري بثلاث جولات، وحسم مصير اللقب حينما كسب الحزم في الرس بثنائية نظيفة.

## التأهيل والجوائز المادية
الثلاث الأوائل في الدوري والفائز بـكأس الملك يتأهلون مباشرة دوري أبطال آسيا.
اصحاب المركز الرابع والخامس يتأهلون إلى كأس الخليج للأندية.
اصحاب المركز السادس والسابع دوري أبطال العرب.
و اصحاب المراكز الست الأولى يتأهلون إلى كأس الملك.

### الجوائز المالية
- المركز الأول : 2.5 مليون ريال سعودي
- المركز الثاني : 1.5 مليون ريال سعودي
- المركز الثالث : 1 مليون ريال سعودي

## الأندية المشاركة
| الفريق              | المدرب           | الجنسية    | المدينة | الملعب                                 | السعة  | موسم 2008-2009          | ملاحظات                      |
| ------------------- | ---------------- | ---------- | ------- | -------------------------------------- | ------ | ----------------------- | ---------------------------- |
| نادي اتحاد جدة      | غابرييل كالديرون | الأرجنتين  | جدة     | استاد الأمير عبد الله الفيصل           | 24,000 | الأول                   | متأهل إلى دوري أبطال آسيا    |
| نادي الهلال السعودي | إيريك غيريتس     | بلجيكا     | الرياض  | استاد الملك فهد                        | 69,000 | الثاني                  | متأهل إلى دوري أبطال آسيا    |
| نادي أهلي جدة       | جوستافو الفارو   | الأرجنتين  | جدة     | استاد الأمير عبد الله الفيصل           | 24,000 | الثالث                  | متأهل إلى دوري أبطال آسيا    |
| نادي الشباب         | خايمي باتشيكو    | البرتغال   | الرياض  | استاد الملك فهد                        | 69,000 | الرابع                  | متأهل إلى دوري أبطال آسيا    |
| نادي النصر          | جورج دا سيلفا    | الأوروغواي | الرياض  | استاد الملك فهد                        | 69,000 | الخامس                  | متأهل إلى كأس الخليج للأندية |
| نادي الاتفاق        | ملادينوف         | بلغاريا    | الدمام  | إستاد الأمير محمد بن فهد بن عبد العزيز | 30,000 | السادس                  | متأهل إلى كأس الخليج للأندية |
| نادي الوحدة         | أوريكو غوميز     | البرتغال   | مكة     | استاد الملك عبد العزيز                 | 28,550 | السابع                  | متأهل إلى دوري أبطال العرب   |
| نادي الحزم          | محسن صالح        | مصر        | الرس    | ملعب نادي الحزم                        | 11,000 | الثامن                  | متأهل إلى دوري أبطال العرب   |
| نادي نجران          | مارسيلو زوليتا   | الأرجنتين  | نجران   | ملعب نادي الأخدود                      | 8,000  | التاسع                  |                              |
| نادي الرائد         | ألفريد كازميرو   | البرتغال   | بريدة   | مدينة الملك عبد الله الرياضية          | 35,000 | العاشر                  |                              |
| نادي القادسية       | دانيال لاناتا    | الأرجنتين  | الخبر   | مدينة الأمير سعود بن جلوي الرياضية     | 10,000 | الأول في الدرجة الأولى  |                              |
| نادي الفتح          | فتحي الجبال      | تونس       | الأحساء | استاد الأمير عبد الله الجلوي           | 20,000 | الثاني في الدرجة الأولى |                              |

## تغيرات المدربين
| الفريق       | المدرب السابق | طريقة رحيل      | المدرب الجديد | التاريخ    |
| ------------ | ------------- | --------------- | ------------- | ---------- |
| نادي النصر   | جورج دا سيلفا | عدم تجديد العقد | والتر زينغا   | مايو 2010  |
| نادي الشباب  | انزو هكتور    | عدم تجديد العقد | خايمي باتشيكو | يوليو 2009 |
| نادي الاتحاد | انزو هيكتور   | عدم تجديد عقد   | مانويل جوزية  | يونيو 2010 |

## الإحصائيات

### ترتيب الأندية
| المركز | فريق       | لعب | ف  | ت | خ  | له | عليه | فرق | نقاط | التأهل أو الهبوط                                       |
| ------ | ---------- | --- | -- | - | -- | -- | ---- | --- | ---- | ------------------------------------------------------ |
| 1      | الهلال (C) | 22  | 18 | 2 | 2  | 56 | 18   | +38 | 56   | دوري أبطال آسيا و كأس خادم الحرمين الشريفين للأبطال    |
| 2      | الاتحاد    | 22  | 14 | 3 | 5  | 46 | 30   | +16 | 45   | دوري أبطال آسيا و كأس خادم الحرمين الشريفين للأبطال    |
| 3      | النصر      | 22  | 12 | 7 | 3  | 38 | 23   | +15 | 43   | دوري أبطال آسيا و كأس خادم الحرمين الشريفين للأبطال    |
| 4      | الشباب     | 22  | 11 | 7 | 4  | 36 | 24   | +12 | 40   | دوري أبطال آسيا و كأس خادم الحرمين الشريفين للأبطال    |
| 5      | الوحدة     | 22  | 7  | 7 | 8  | 34 | 27   | +7  | 28   | كأس خادم الحرمين الشريفين للأبطال و كأس الخليج للأندية |
| 6      | الأهلي     | 22  | 7  | 7 | 8  | 28 | 29   | −1  | 28   | كأس خادم الحرمين الشريفين للأبطال و كأس الخليج للأندية |
| 7      | الحزم      | 22  | 6  | 6 | 10 | 29 | 38   | −9  | 24   | كأس خادم الحرمين الشريفين للأبطال و دوري أبطال العرب   |
| 8      | الفتح      | 22  | 6  | 6 | 10 | 26 | 38   | −12 | 24   | كأس خادم الحرمين الشريفين للأبطال و دوري أبطال العرب   |
| 9      | الاتفاق    | 22  | 5  | 7 | 10 | 24 | 30   | −6  | 22   |                                                        |
| 10     | القادسية   | 22  | 5  | 5 | 12 | 20 | 40   | −20 | 20   |                                                        |
| 11     | الرائد     | 22  | 3  | 7 | 12 | 19 | 35   | −16 | 16   | إلغاء الهبوط بعد رفع أندية دوري زين السعودي إلى 14     |
| 12     | نجران      | 22  | 4  | 4 | 14 | 22 | 46   | −24 | 16   | إلغاء الهبوط بعد رفع أندية دوري زين السعودي إلى 14     |

آخر تحديث: 14 مارس 2010
المصدر: , League Table
قواعد ترتيب الفرق: 1 النقاط; 2 فرق الأهداف; 3 عدد الأهداف.
# = المركز ; لعب = المباريات الملعوبة; فاز = عدد مباريات الفوز; تعادل = عدد مباريات التعادل; خسر = عدد مباريات الخسارة; له = الأهداف التي سجلها; عليه = الأهداف التي استقبلها; +/- = فارق الأهداف; النقاط = النقاط ، (C) = البطل ، (R) = الهبوط
| بطل 2009-10 دوري المحترفين السعودي |
| ---------------------------------- |
| الهلال للمرة الثانية عشرة          |

### قائمة الهدافين
| الترتيب        | اللاعب                | النادي         | الأهداف |
| -------------- | --------------------- | -------------- | ------- |
| 1              | محمد الشلهوب          | الهلال         | 12      |
| 2              | محمد السهلاوي         | النصر          | 11      |
| 2              | تياقو نيفيز           | الهلال         | 11      |
| 4              | وليد الجيزاني         | الحزم          | 10      |
| 5              | كريستيان ويلهامسون    | الهلال         | 9       |
| 5              | فيكتور ألبرتو فيغيروا | النصر          | 9       |
| 5              | ناصر الشمراني         | الشباب         | 9       |
| 5              | ياسر القحطاني         | الهلال         | 9       |
| 5              | أحمد بوعبيد           | الفتح          | 9       |
| 5              | مهند عسيري            | الوحدة         | 9       |
| المجموع:       | المجموع:              | المجموع:       | 377     |
| عدد المباريات: | عدد المباريات:        | عدد المباريات: | 132     |
| المعدل:        | المعدل:               | المعدل:        | 2.86    |

## وصلات خارجية
- الموقع الرسمي للاتحاد السعودي